# 皮凱特貝赫

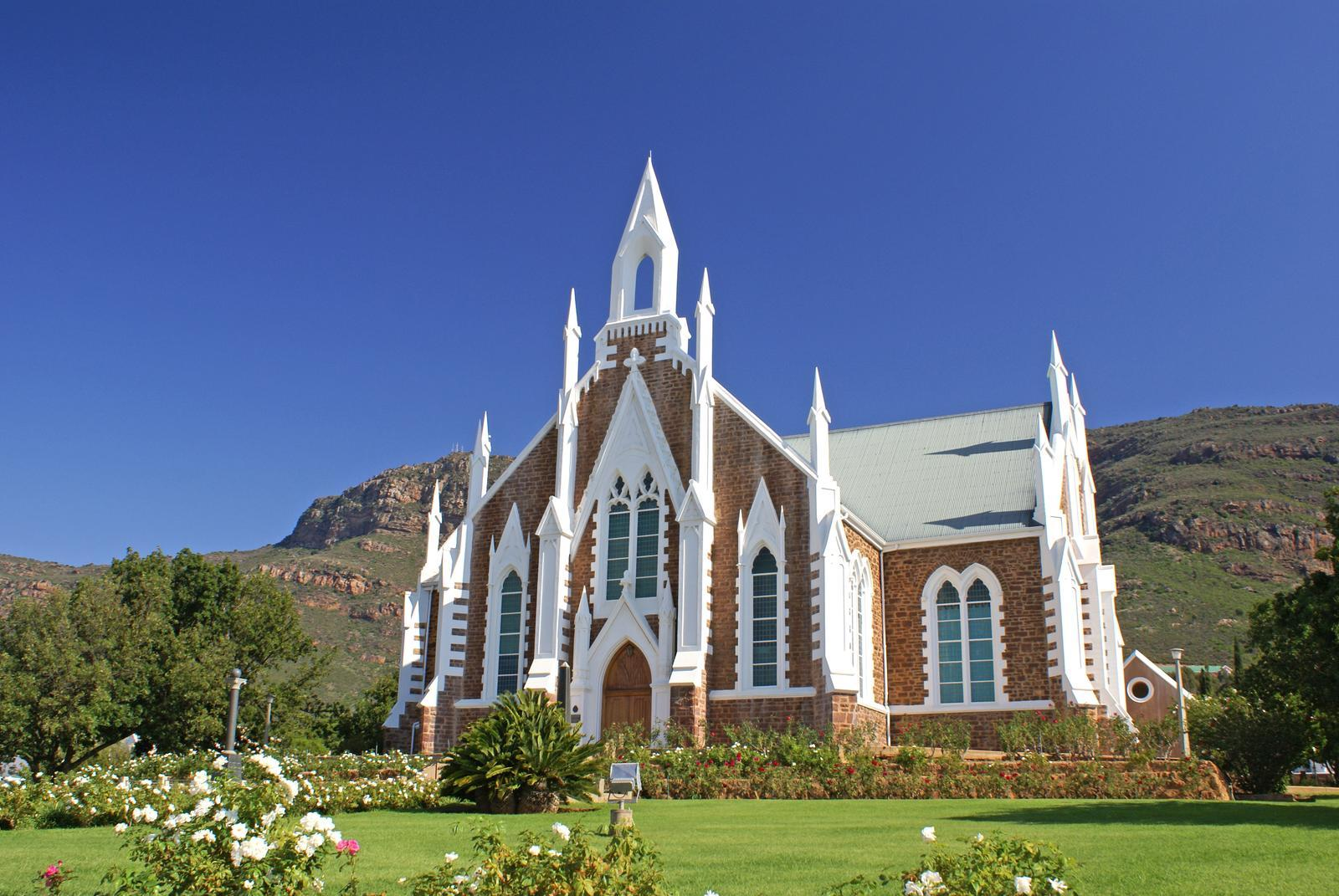
皮凱特貝赫

皮凱特貝赫（Piketberg）是南非的城鎮，位於該國西南部，由西開普省負責管轄，距離開普敦約133公里，始建於1840年，面積9.81平方公里，2006年人口9,271，人口密度每平方公里950人。

## 外部連結
- Official site （页面存档备份，存于）